# Екологічний союз
Екологі́чний сою́з (Екосоюз) — наукова екологічна громадська організація, що створена та діє в Удмуртії. Керівним органом є Координаційна рада, яку з 1992 року очолює Л. Я. Ямпольський.
Екосоюз був створений 10 листопада 1988 року. Перші збори пройшли в Іжевському державному медичному інституті, а зареєстрований був 15 липня 1989 року. Із січня 1992 року Екосоюз є регіональним відділенням міжнародної громадської екологічної організації Соціально-Екологічний Союз.
Мета Екосоюзу — призводити до оздоровлення довкілля в Удмуртії. За участі членів Екосоюзу розроблені та прийняті Лісовий кодекс та Закон про надра Удмуртії, а також інші нормативні документи. Ініціативна група щорічно організовує підліткові екологічні табори та екскурсії.